# Aspalathus recurvispina
Aspalathus recurvispina är en ärtväxtart som beskrevs av Rolf Martin Theodor Dahlgren. Aspalathus recurvispina ingår i släktet Aspalathus och familjen ärtväxter. Inga underarter finns listade i Catalogue of Life.